# Trigon Property Development
Trigon Property Development AS (jusqu'en 1999 Hansa Investments) est une société immobilière basée en Estonie.

## Présentation
La Trigon Properties est l'une des sociétés créées en 2007 par la scission de la société AS Viisnurk (et).
En 2015, l'entreprise s'est engagée dans un projet immobilier dans la zone de développement de Niidu à Pärnu.

## Actionnaires
Au 31 décembre 2018, le plus importants actionnaires de Trigon Property sont:
| #  | Actionnaire         | Actions   | %     |
| -- | ------------------- | --------- | ----- |
| 1  | Trigon Wood OÜ      | 1 877 640 | 41.73 |
| 2  | Skano Fibreboard OÜ | 804 552   | 17.88 |
| 3  | Harju KEK AS        | 224 000   | 4.98  |
| 4  | M.C.E.Fidarsi OÜ    | 223 000   | 4.96  |
| 5  | Madis Talgre        | 220 000   | 4.89  |
| 6  | Kirschmann OÜ       | 213 752   | 4.75  |
| 7  | James Kelly         | 99 004    | 2.20  |
| 8  | Suur Samm OÜ        | 64 692    | 1.44  |
| 9  | Avraal AS           | 50 000    | 1.11  |
| 10 | Toivo Kuldmäe       | 49,231    | 1.09  |